# Challenge Féminin 2019
Il Challenge Féminin 2019 è la 5ª edizione del campionato di football americano femminile di primo livello, organizzato dalla FFFA.

## Squadre partecipanti
| Club                                 | Città           | Stadio | Sponsor ufficiale | Risultato nella stagione 2018 |
| ------------------------------------ | --------------- | ------ | ----------------- | ----------------------------- |
| Alpine Thunders                      | Bron            |        |                   |                               |
| Cometes-Hurricane-Scorpions-Auroches |                 |        |                   |                               |
| Ladies                               | Aix-en-Provence |        |                   |                               |
| Lions de Bordeaux                    | Bordeaux        |        |                   |                               |

## Calendario

### Stagione regolare

#### 1ª giornata
| Tolosa 3 febbraio 2019, ore 11:00 | Cometes-Hurricane-Scorpions-Auroches | 0 – 8 referto | Lions de Bordeaux | Stade des Argoulets |

| Tolosa 3 febbraio 2019, ore 12:30 | Cometes-Hurricane-Scorpions-Auroches | 12 – 38 referto | Ladies | Stade des Argoulets |

| Tolosa 3 febbraio 2019, ore 14:00 | Lions de Bordeaux | 24 – 16 referto | Ladies | Stade des Argoulets |

#### 2ª giornata
| Grenoble 17 marzo 2019, ore 11:00 | Alpine Thunders | 0 – 14 referto | Cometes-Hurricane-Scorpions-Auroches |  |

| Grenoble 17 marzo 2019, ore 11:00 | Ladies | 6 – 6 referto | Lions de Bordeaux |  |

| Grenoble 17 marzo 2019, ore 12:00 | Alpine Thunders | 0 – 30 referto | Ladies |  |

| Grenoble 17 marzo 2019, ore 12:00 | Cometes-Hurricane-Scorpions-Auroches | 0 – 12 referto | Lions de Bordeaux |  |

| Grenoble 17 marzo 2019, ore 14:00 | Cometes-Hurricane-Scorpions-Auroches | 0 – 14 referto | Ladies |  |

| Grenoble 17 marzo 2019, ore 14:00 | Alpine Thunders | 0 – 14 referto | Lions de Bordeaux |  |

#### 3ª giornata
| Vannes 7 aprile 2019, ore 14:00 | Cometes-Hurricane-Scorpions-Auroches | 0 – 18 referto | Lions de Bordeaux |  |

#### 4ª giornata
| Aix-en-Provence 19 maggio 2019, ore 10:00 | Lions de Bordeaux | 6 – 16 | Ladies | Complexe Sportiv du Val de l'Arc |

| Aix-en-Provence 19 maggio 2019, ore 10:00 | Lions de Bordeaux | 8 – 6 | Cometes-Hurricane-Scorpions-Auroches | Complexe Sportiv du Val de l'Arc |

| Aix-en-Provence 19 maggio 2019, ore 10:00 | Lions de Bordeaux | 22 – 0 | Alpine Thunders | Complexe Sportiv du Val de l'Arc |

| Aix-en-Provence 19 maggio 2019, ore 10:00 | Ladies | 8 – 0 | Cometes-Hurricane-Scorpions-Auroches | Complexe Sportiv du Val de l'Arc |

| Aix-en-Provence 19 maggio 2019, ore 10:00 | Ladies | 26 – 0 | Alpine Thunders | Complexe Sportiv du Val de l'Arc |

| Aix-en-Provence 19 maggio 2019, ore 10:00 | Cometes-Hurricane-Scorpions-Auroches | 14 – 0 | Alpine Thunders | Complexe Sportiv du Val de l'Arc |

#### 5ª giornata
| Bordeaux 9 giugno 2019, ore 12:00 | Lions de Bordeaux | 8 – 0 referto | Cometes-Hurricane-Scorpions-Auroches |  |

### Classifica
La classifica della regular season è la seguente:
- PCT = percentuale di vittorie, G = partite giocate, V = partite vinte,  P = partite perse, PF = punti fatti, PS = punti subiti

| Pos. | Squadra                              | PCT  | G  | V | N | P | PF  | PS  |
| ---- | ------------------------------------ | ---- | -- | - | - | - | --- | --- |
| 1    | Lions de Bordeaux                    | .850 | 10 | 8 | 1 | 1 | 126 | 44  |
| 2    | Ladies                               | .813 | 8  | 6 | 1 | 1 | 154 | 48  |
| 3    | Cometes-Hurricane-Scorpions-Auroches | .200 | 10 | 2 | 0 | 8 | 46  | 114 |
| 4    | Alpine Thunders                      | .000 | 6  | 0 | 0 | 6 | 0   | 120 |